# Sekundærrute 170
Sekundærrute 170 er en hovedlandevej i Øst-, Syd- og Sønderjylland.
Ruten går fra Viby Torv i Viby J syd for Aarhus Centrum gennem Skanderborg, Horsens, Vejle, Kolding, Haderslev, Aabenraa og slutter ved den tyske grænse syd for Kruså.
Den følger stort set den gamle hovedvej A10 på strækningen fra Kruså til Aarhus. A10 er nu afløst af Europavej E45, fortsættelsen mod nord til Frederikshavn er hovedlandevej 180.
Rute 170 har en længde på ca. 170 km.